# Afriqiyah Airways
Afriqiyah Airways is een luchtvaartmaatschappij met als thuisbasis de Libische hoofdstad Tripoli.

## Geschiedenis
Afriqiyah Airways is opgericht in 2001 door de Libische overheid met hulp van Blue Panorama Airlines uit Italië.
De maatschappij was geheel eigendom van de Libische overheid. De eerste vluchten waren op 1 december 2001. Sinds het uitbreken van de (burger-) oorlog in Libië zijn alle vluchten van Afriqiyah Airways opgeschort. Het is onbekend of Afriqiyah Airways de vluchtuitvoering nog zal hervatten.

### Ongeval
Op 12 mei 2010 stortte Afriqiyah Airways-vlucht 771, afkomstig uit Johannesburg, vlak voor de landing in Tripoli neer. Hierbij kwamen 103 mensen om. Dit was het eerste ongeval waar Afriqiyah Airways bij betrokken was. 

## Diensten
Afriqiyah Airways voert lijnvluchten uit van en naar (mei 2010):
Abidjan · Accra · Amsterdam · Bamako · Bangui · Benghazi · Brussel ·  Caïro · Cotonou · Dakar · Dhaka · Douala · Dubai · Düsseldorf · Genève · Jeddah · Johannesburg · Khartoem · Kinshasa · Lagos · Lomé · Londen · Ndjamena · Niamey ·  Ouagadougou · Parijs · Peking · Rome · Tripoli

## Vloot
| Type            | Registratienummer | Testregistratie | Aflevering | Opmerkingen                                                                         |
| --------------- | ----------------- | --------------- | ---------- | ----------------------------------------------------------------------------------- |
| Airbus A320-200 | 5A-ONA            | F-WWBY          | 07-09-2007 | Van de Airbus A320 zijn drie toestellen eigendom en twee toestellen worden geleased |
| Airbus A320-200 | 5A-ONB            | F-WWBI          | 18-09-2007 | Van de Airbus A320 zijn drie toestellen eigendom en twee toestellen worden geleased |
| Airbus A320-200 |                   |                 |            | Van de Airbus A320 zijn drie toestellen eigendom en twee toestellen worden geleased |
| Airbus A320-200 |                   |                 |            | Van de Airbus A320 zijn drie toestellen eigendom en twee toestellen worden geleased |
| Airbus A320-200 |                   |                 |            | Van de Airbus A320 zijn drie toestellen eigendom en twee toestellen worden geleased |
| Airbus A319-111 |                   |                 |            |                                                                                     |
| Airbus A319-111 |                   |                 |            |                                                                                     |
| Airbus A319-111 |                   |                 |            |                                                                                     |
| Airbus A330-200 | 5A-ONF            |                 | 11-08-2009 |                                                                                     |
| Airbus A330-200 |                   |                 |            |                                                                                     |
| Airbus A340-213 | 5A-ONE            | F-WWJY          | 05-10-2006 | Voorheen eigendom van de regering van Brunei                                        |
| Airbus A330-200 | 5A-ONG            | F-WWYS          | 08-09-2009 | Toestel verongelukte op 12 mei 2010, zie: Afriqiyah Airways-vlucht 771              |